# Can Ninu
Can Ninu és una obra de Llambilles (Gironès) inclosa a l'Inventari del Patrimoni Arquitectònic de Catalunya.

## Descripció
És una masia de planta rectangular. Estructura en tres crugies perpendiculars a la façana i accés central. Parets de pedra morterada i façanes arrebossades i pintades, deixant a la vista els carreus de les obertures i les cantonades. La coberta és de teules a dues vessants i ràfec de filera doble format per rajols plans i teula girada. La porta principal i les finestres tenen la llinda de pedra d'una sola peça. Enfront de la façana principal del mas es conserva un paller prou interessant.
El paller és un edifici de planta rectangular amb parets de pedra morterada. Coberta feta amb cairats i teules a dues vessants. És de destacar una columna lateral formada per peces de pedra cilíndriques ben tallades, amb basament i capitells de planta quadrada. L'embigat de la coberta és de tirada doble amb jàssera central, suportada per dues encavallades de gran senzillesa.
A la llinda de la porta principal es pot veure la inscripció "MICHAEL SITGES" i la data 1633.